# 32532 ثيريوس
32532 ثيريوس /θɪˈriːəs/ 2001 2001 PT13 ) هو قنطور من النظام الشمسي الخارجي ، عابر للمشتري ، يبلغ قطره حوالي 80 كيلومتر (50 ميل) . تم اكتشافه في 9 أغسطس 2001، من قبل علماء الفلك في برنامج تتبع الكويكبات القريبة من الأرض في مرصد بالومار في كاليفورنيا، الولايات المتحدة. تم تسمية هذا الكوكب الصغير نسبةً إلى العبارة thēreios bia "القوة الوحشية"، والتي تُستخدم لوصف القنطور في الأساطير اليونانية القديمة.

## المدار والتصنيف
يدور كويكب ثيريوس حول الشمس على مسافة بين 8.5 و 12.7 وحدة فلكية ،تحدث الدورة الفلكية مرة كل 34 سنة و8 أشهر (12676 يومًا). مداره له انحراف مركزي قدره 0.20 ، وميل قدره 20 درجة بالنسبة إلى مسار الشمس .
يبدأ قوس مراقبة الجسم بملاحظة مسبقة تم التقاطها بواسطة Spacewatch في مرصد قمة كت بيك في يونيو 1995، قبل أكثر من 6 سنوات من مشاهدته واكتشافه الرسمي بواسطة NEAT في Palomar.

## التسمية
تم تسمية هذا الكويكب الصغير على اسم ثيريوس، وهو قنطور من الأساطير اليونانية القديمة . يُوصف بأنه كان صياد ا يصطاد الدببة ويحملها حية إلى منزله وهي وتكافح من أجل الخلاص . تم نشر الاستشهاد الرسمي بالتسمية بواسطة مركز الكواكب الصغيرة في 14 يونيو 2003 ( M.P.C. 49102 ).

## خصائصه الفيزيائية

### فترة الدوران
منذ أوائل العقد الأول من القرن الحادي والعشرين، تم الحصول على العديد من منحنيات الضوء الدورانية لـ Thereus من المشاهدات الضوئية بفترة تتراوح بين 8.30 و 8.3386 ساعة ([[فترة التناوب]]). أظهر تحليل منحنى الضوء الموحد الأفضل تقييمًا فترة دورانه حول نفسه تبلغ 8.335 ساعة و مقدار سطوع تبلغ 0.38 ( U=3 ).

### قطره و البياض
وفقًا للمشاهدات التي تم إجراؤها بواسطة مهمة NEOWISE التابعة لمستكشف المسح بالأشعة تحت الحمراء واسع المجال التابع لوكالة ناسا، ومرصد هيرشل الفضائي التابع لوكالة الفضاء الأوروبية مع أداة PACS الخاصة ، وتلسكوب سبيتزر الفضائي ، يبلغ قطر ثيريوس ما بين 62 و 86.5 كيلومترًا، ويٌبدي سطحه بياضًا يتراوح بين 0.059 و0.0975.
يفترض الرابط التعاوني لمنحنى ضوء الكواكب أن قيمة البياض القياسية للكواكب الكربونية الصغيرة هي 0.057 وبذلك يٌستنتج قطرًا يبلغ 77.19 كيلومترًا بناءً على قدر مطلق يبلغ 9.29.

## روابط خارجية
- قاعدة بيانات منحنى ضوء الكويكبات (LCDB) ، نموذج الاستعلام ( المعلومات نسخة محفوظة 16 December 2017 على موقع واي باك مشين. )
- قاموس أسماء الكواكب الصغيرة ، كتب جوجل
- منحنيات دوران الكويكبات والمذنبات، CdR – مرصد جنيف، راؤول بهريند
- ظروف الاكتشاف: الكواكب الصغيرة المرقمة (30001) - (35000) - مركز الكواكب الصغيرة
- قالب:AstDys
- 32532 ثيريوس في قاعدة بيانات مختبر الدفع النفاث لأجرام النظام الشمسي الصغيرة

- الاكتشاف · مخطط المدار ·  العناصر المدارية · المعلمات المادية